# Bastugatan
Bastugatan est une voie publique de l'île de Södermalm, dans la ville de Stockholm, en Suède.

## Description
Bastugatan s'étend à Mariaberget dans une direction est-ouest, entre Söder Mälarstrand à l'est à Torkel Knutssonsgatan à l'ouest. La rue fait environ 600 mètres de long.
A l'est, Bastugatan croise Pryssgränd.

## Bâtiments de la rue
| Image | N°    | Nom                 | Const. | Architecte                   | Réf. |
| ----- | ----- | ------------------- | ------ | ---------------------------- | ---- |
|       | 8     | Kattan mindre 5     | 1890   | Gustaf Lindgren Kasper Salin |      |
|       | 22-24 | Kvarteret Kattörat  |        |                              |      |
|       | 26    | Ivar Los park       |        |                              |      |
|       | 30-32 | Kattfoten större 30 |        |                              |      |
|       | 44-46 | Kattfoten mindre 10 |        |                              |      |
|       | 48    | Skinnarviken 1      |        |                              |      |

## Galerie

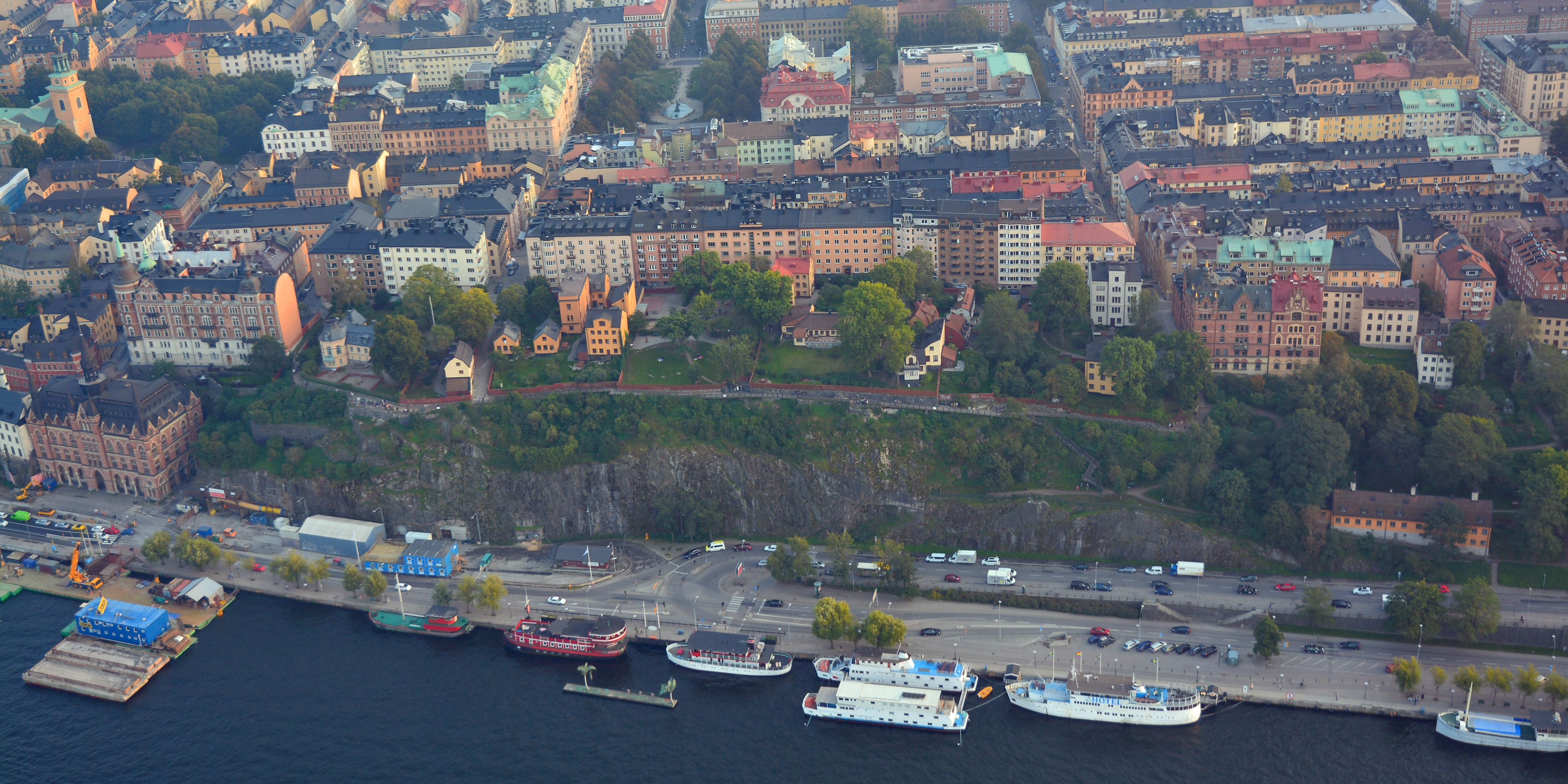
Söder Mälarstrand et Bastugatan.
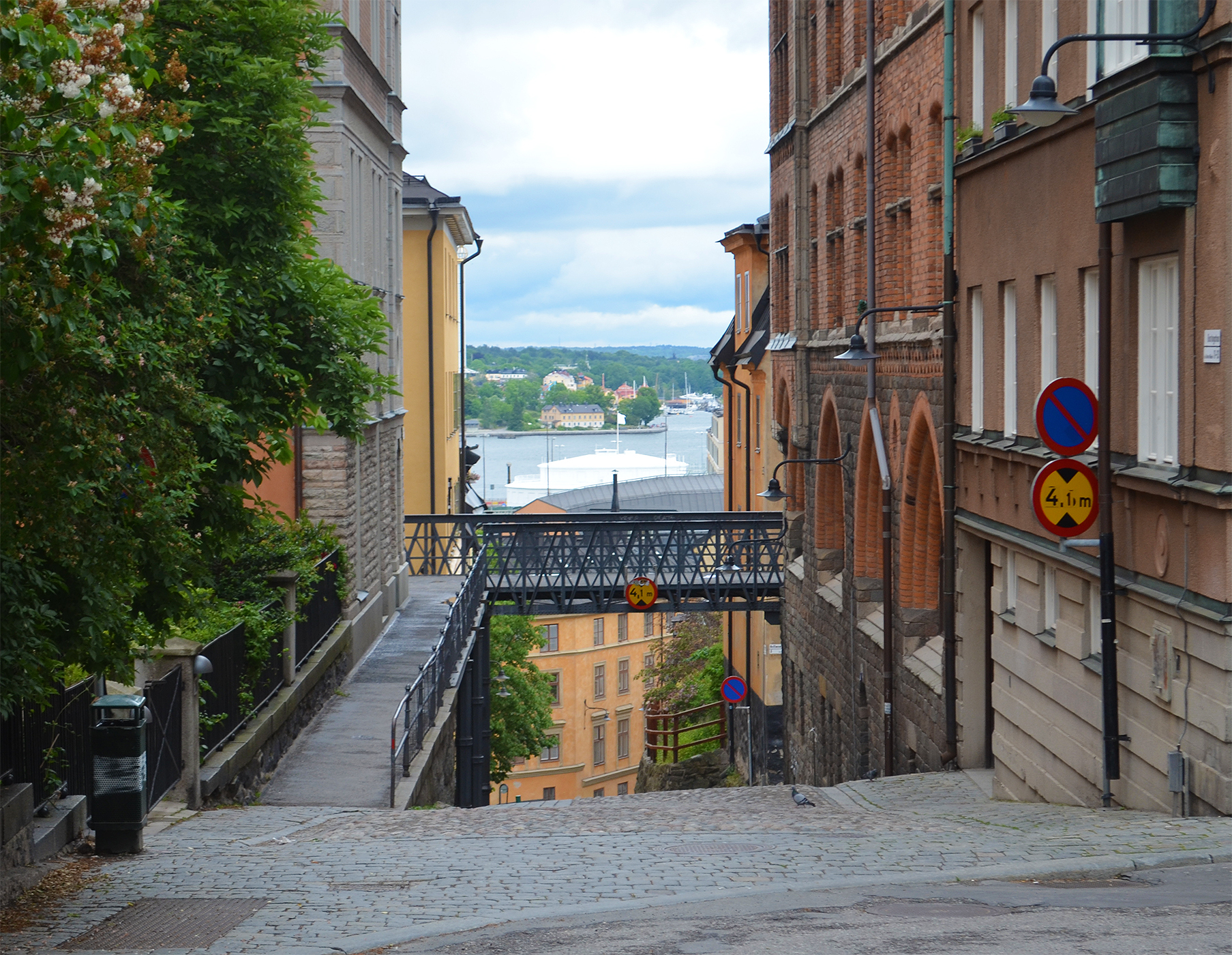
Bastugatan à l'est avec les passerelles menant à l'ascenseur Mariahissen (sv).
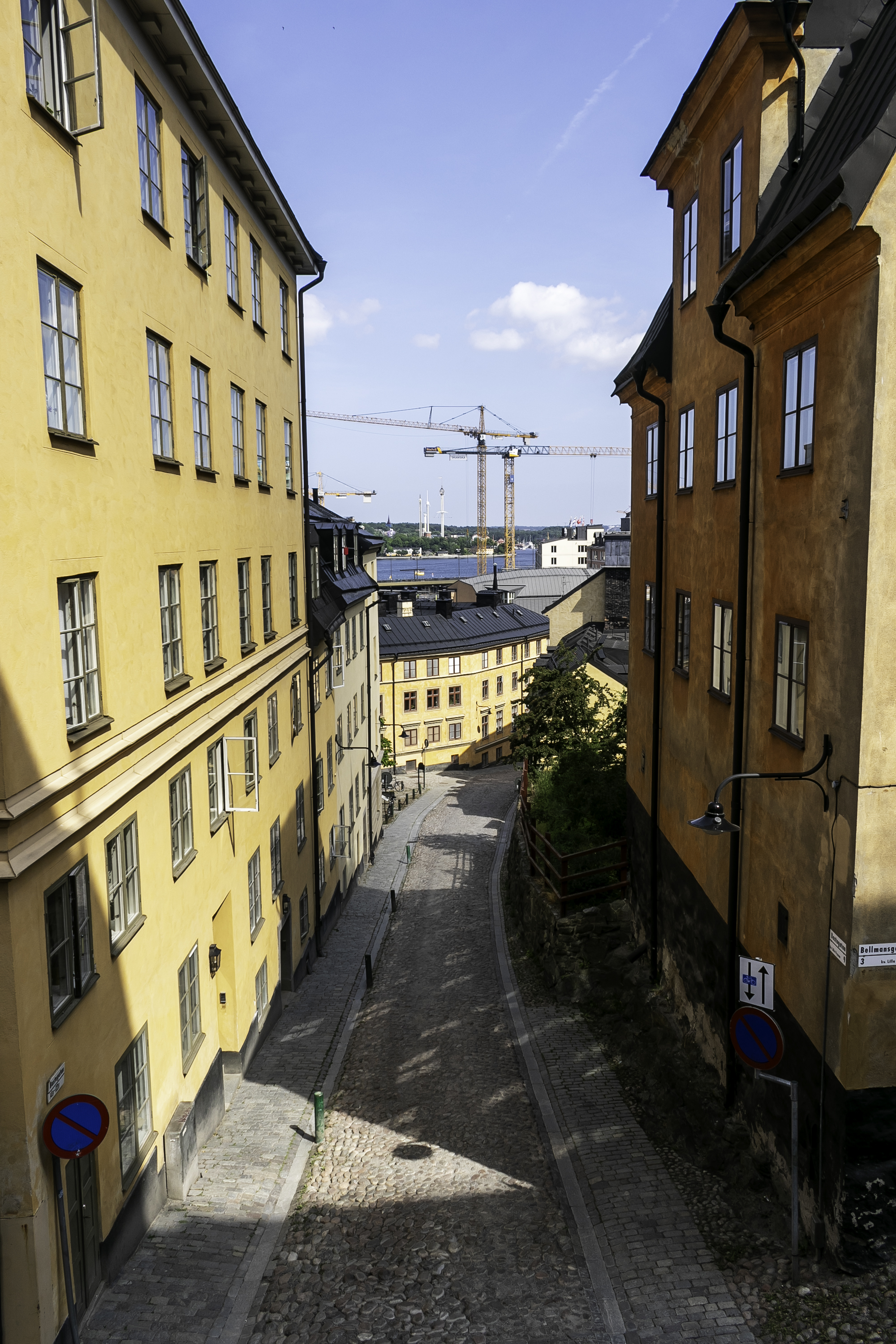
Bastugatan.
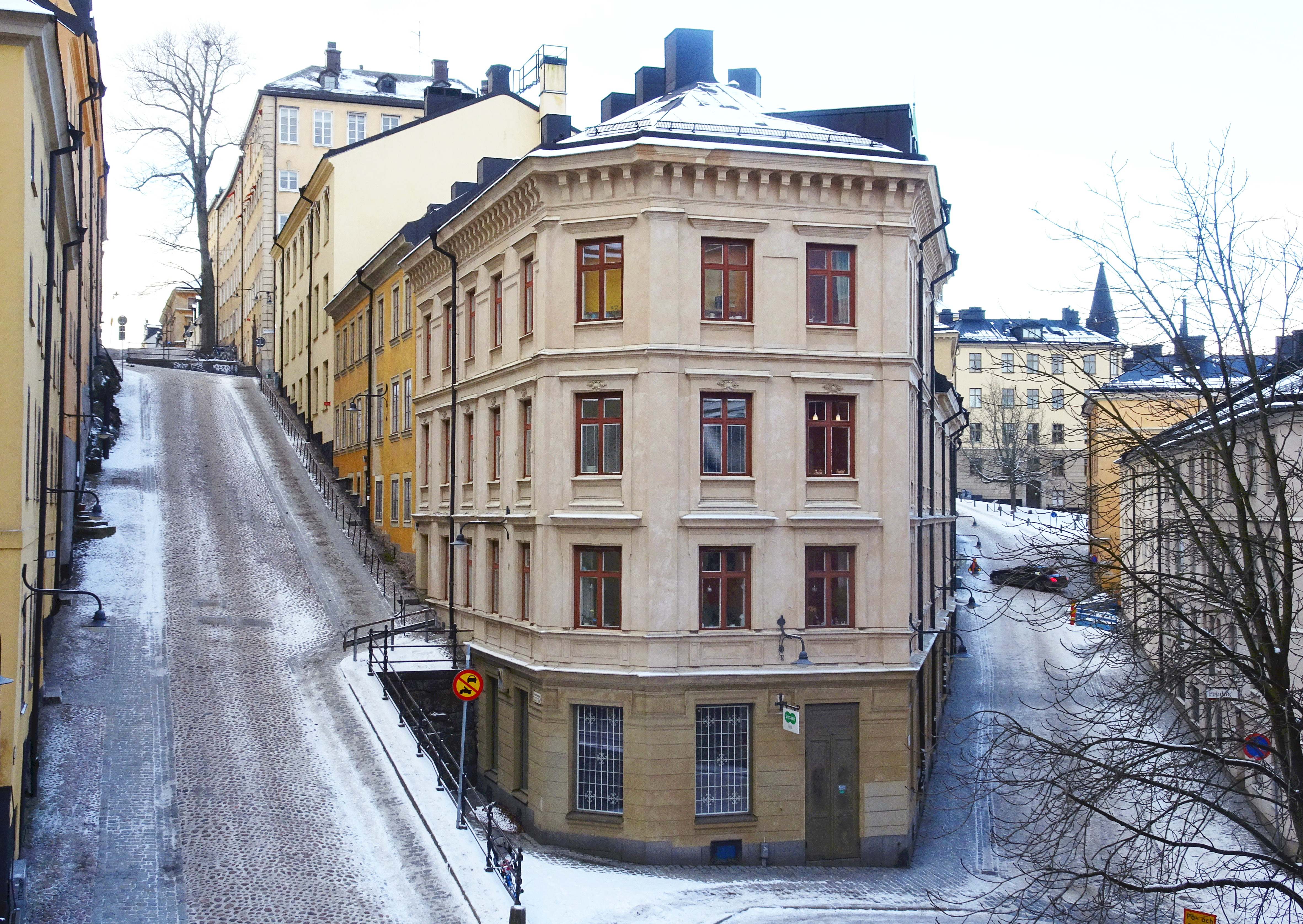
L'îlot Fotangeln vu de l'est, Brännkyrkagatan à gauche et Bastugatan à droite.

## Voir  aussi